# Tridacne géant
Tridacna gigas
Espèce
Statut de conservation UICN

 VU A2cd : Vulnérable
Statut CITES
Le tridacne géant ou bénitier géant (Tridacna gigas) est le plus gros mollusque bivalve connu. Cette espèce comestible est protégée car elle est en danger d'extinction.

## Description et caractéristiques
La principale caractéristique remarquable de cette espèce est sa taille, de 1 à 1,4 m de long, capable dans certains cas de contenir un être humain. Les spécimens plus modestes sont cependant souvent difficiles à distinguer des autres espèces de bénitiers. Ils s'en distinguent néanmoins par plusieurs traits : la grande coquille cannelée asymétrique en vue latérale, a 4 ou 5 côtes bien prononcées et sans écailles élancées, la fermeture est très mal ajustée (l'animal ne se ferme presque jamais totalement), l'ouverture byssale est très réduite, et le siphon inhalant n'est pas équipé de tentacules. Le manteau charnu est extrêmement variable, parfois très coloré mais souvent terne, dépassant parfois largement de la coquille ou parfois confiné.
Cette espèce étant la plus célèbre du genre, son nom est souvent attribué à tort à tous les bénitiers.

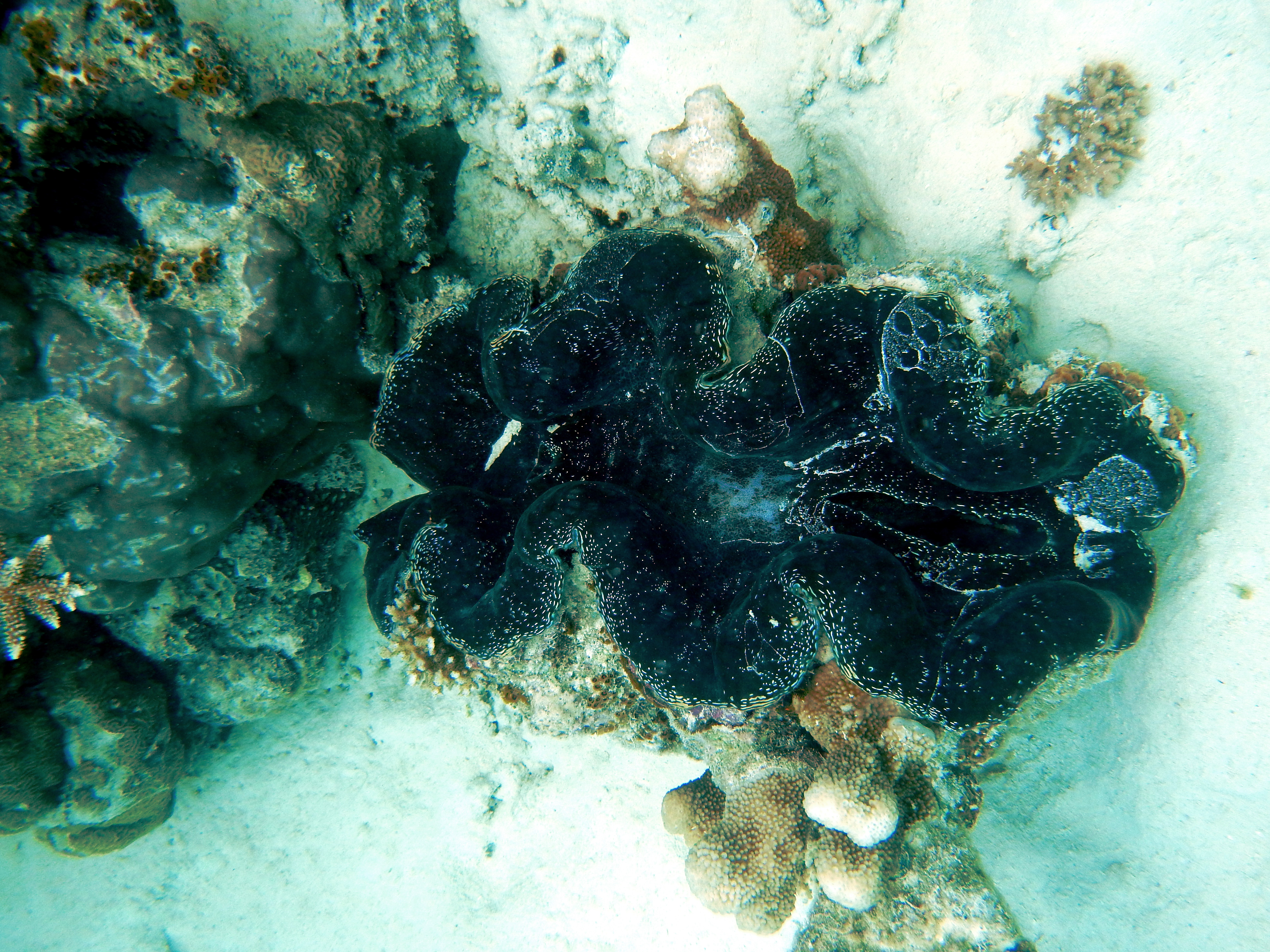
Grand spécimen aux Maldives.
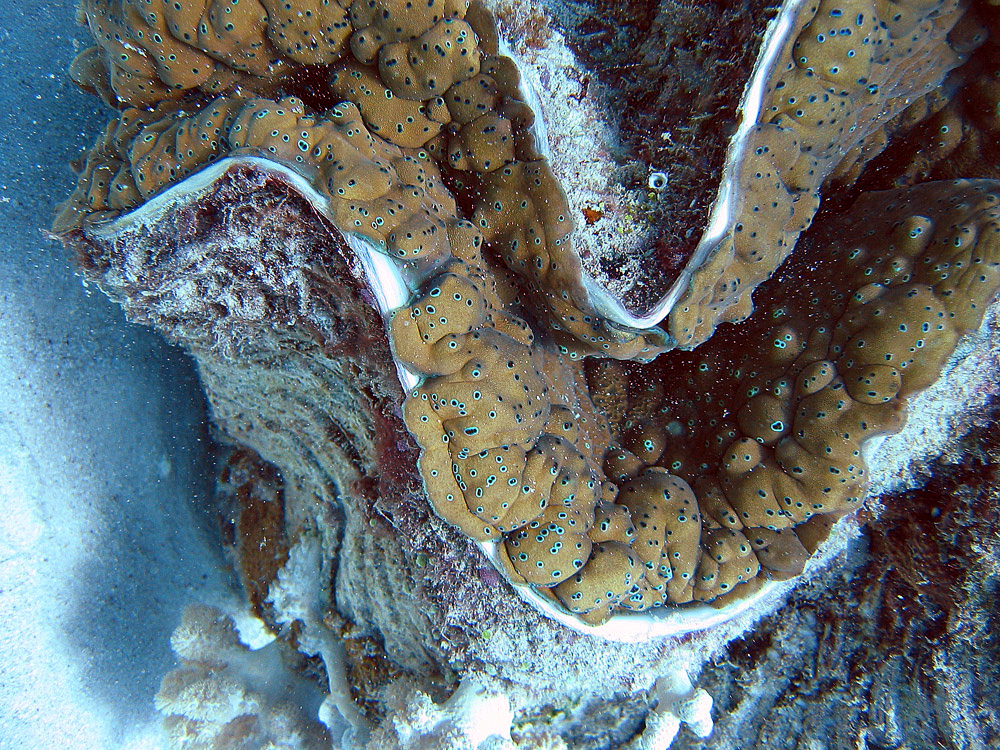
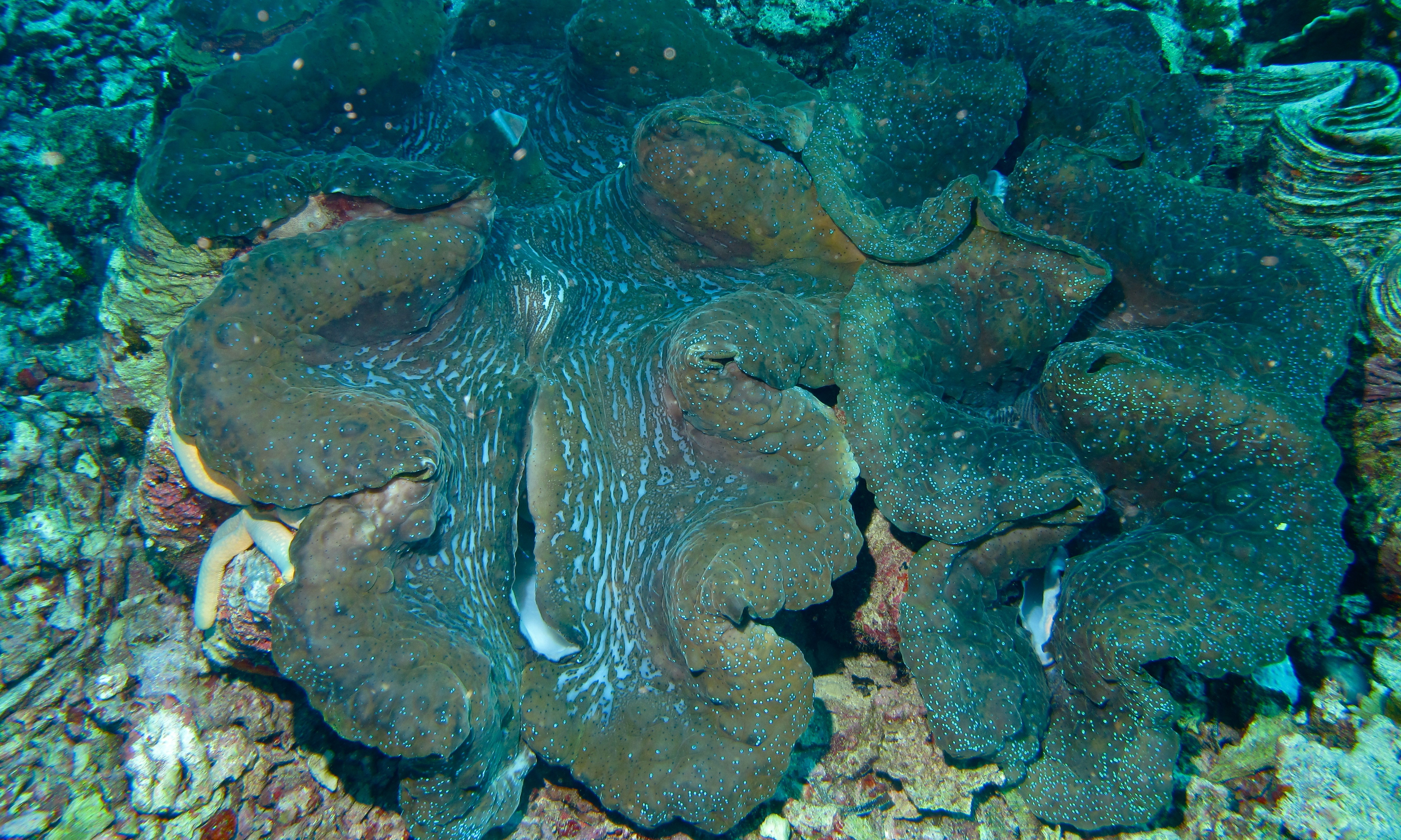
Le siphon ne présente pas de tentacules.
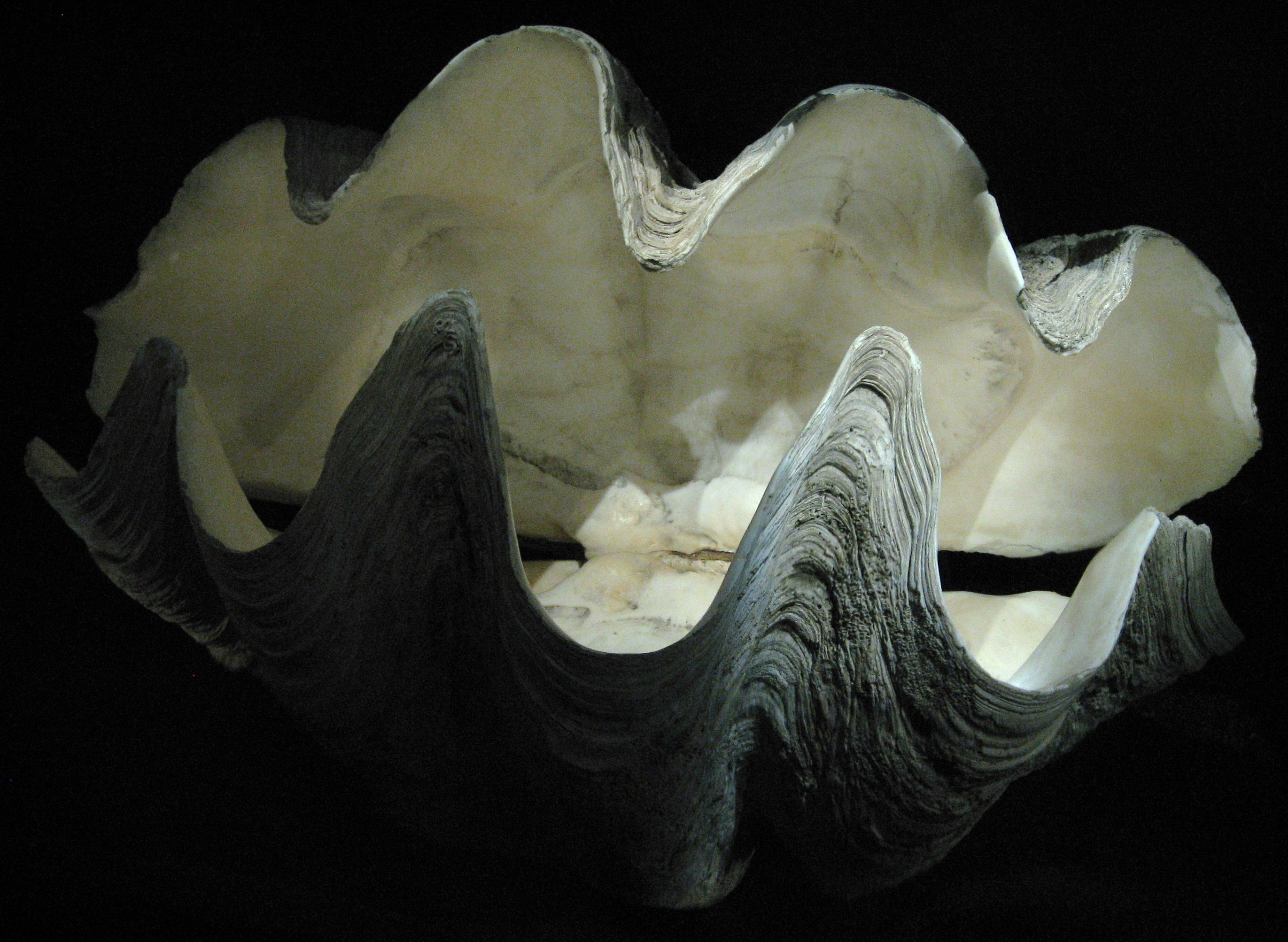
Les côtes sont prononcées mais presque sans écailles.
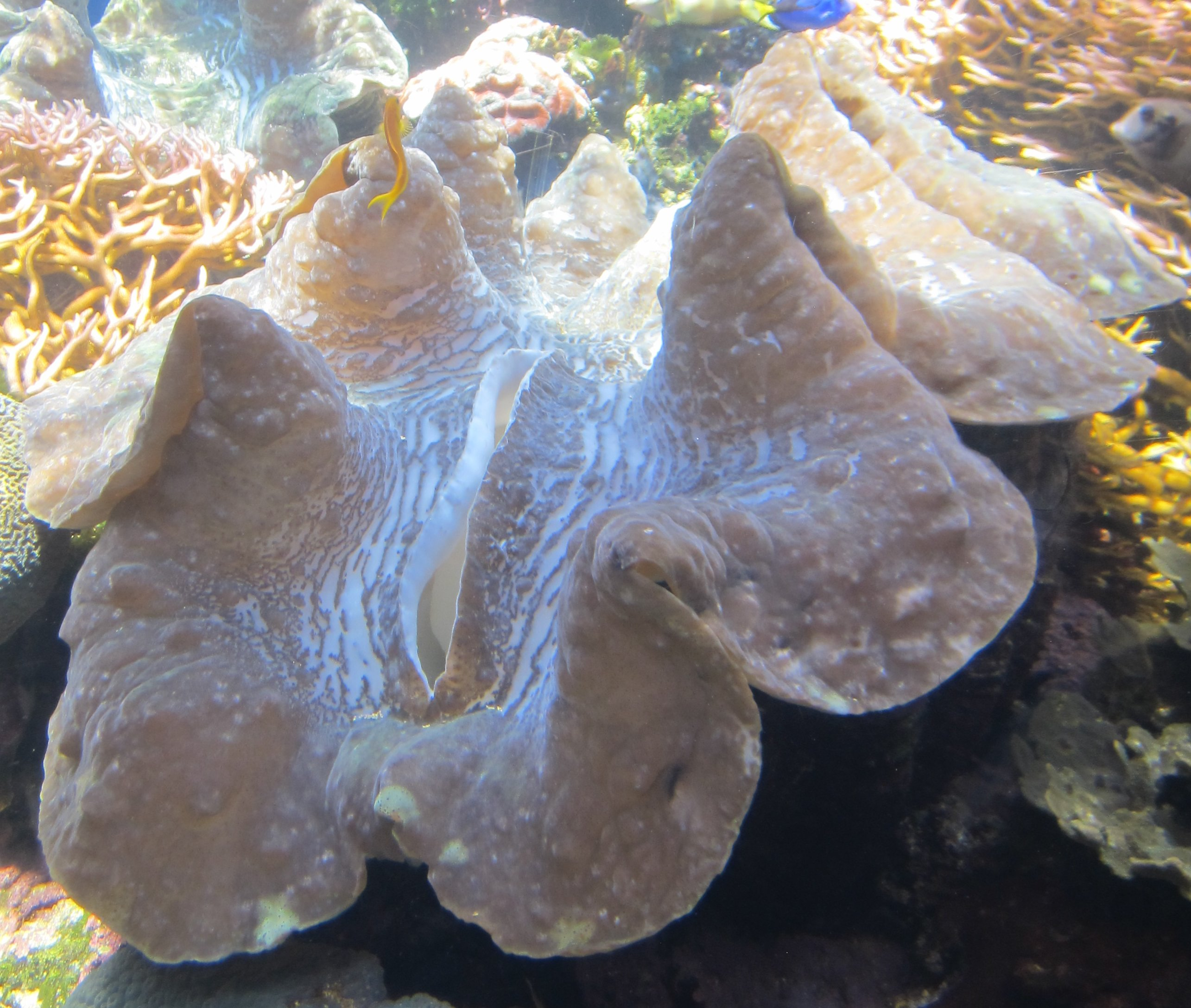
En aquarium

## Répartition géographique
Ils habitent la mer Rouge et les océans Indien et Pacifique.

## Biotope
Fonds récifaux coralliens sablonneux peu profonds de 50 cm à 15 m.

## Comportement
Lorsqu’il est jeune, l’animal sécrète un byssus, touffe de filaments qui passe par l’ouverture de la coquille et par laquelle il se fixe au fond marin, la charnière dirigée vers le bas — chez cette espèce —, le byssus régresse ensuite et l'animal repose sur son simple poids. À mesure que le bénitier grandit, des coraux, des éponges, des algues peuvent le recouvrir ou l’entourer, dissimulant partiellement la coquille sous leur masse, n’en laissant dépasser que le bord. Les valves légèrement écartées laissent entrevoir le manteau plus ou moins coloré en vert, en brun, ou en bleu. Les bords de ce manteau portent quelques protubérances enfermant les organes hyalins, sortes de lentilles qui concentrent la lumière dans les profondeurs des tissus et y favorisent, par la photosynthèse, la multiplication d’algues microscopiques. Absorbées par les globules blancs, ces algues constituent une source de nourriture importante pour le mollusque, dont le tube digestif est fortement réduit chez l’adulte. Entre les lobes du manteau s’ouvrent deux tubes, les siphons inhalant et exhalant par lesquels pénètre et sort un courant d’eau mettant la cavité palléale en communication avec le milieu ambiant, et permettant les échanges liés au cycle biologique mais aussi une alimentation complémentaire en plancton.

## Reproduction
La majorité des espèces sont hermaphrodites simultanés, ils deviennent mâles et peuvent se reproduire entre 2 et 6 ans ; puis par la suite quand ils ont atteint leur taille adulte, ils peuvent produire des ovocytes. Leur reproduction se passe en deux temps : en premier les gamètes mâles sont lâchés en pleines eaux puis viennent en deuxième les ovocytes. La fécondation donne naissance à une larve qui va mener une vie planctonique pour s’installer au bout d’un certain temps sur un support où elle évoluera en bivalve.

## Particularité

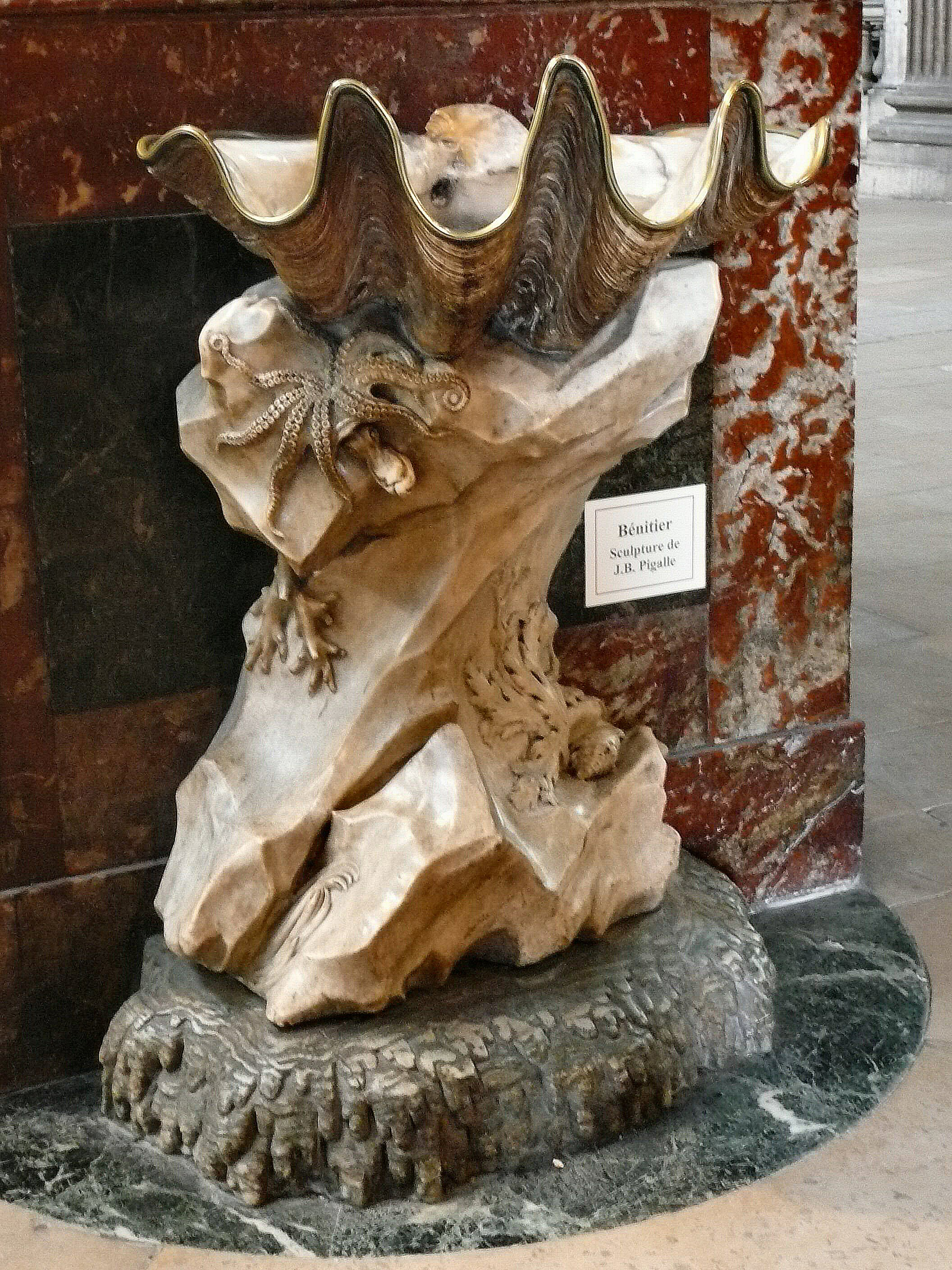
L'un des deux bénitiers de l'Église Saint-Sulpice de Paris, offerts à François Ier par la république de Venise, montés en bénitiers sur des socles sculptés par Jean-Baptiste Pigalle.

Il s'agit du plus grand coquillage du monde : sa coquille peut mesurer 1,5 m et peser 250 kg. Elle ne possède pas de dessin concentrique (écaille).
Ils doivent leur nom de bénitier à leur utilisation traditionnelle dans les églises catholiques pour contenir l'eau bénite aux portes d'entrée.

## Mentions littéraires
Dans son roman Vingt mille lieues sous les mers (1869), Jules Verne décrit le salon du capitaine Nemo, dans le Nautilus, avec une fontaine constituée à partir d'un tridacne géant délicatement dentelé, de six mètres de circonférence et éclairé par le dessous.

## Objets de prestige en coquilles fossilisées
Des coquilles fossilisées réapparaissent à la surface du sol. Rares et précieux, ces coquillages étaient travaillés (depuis 11 000 ans), sculptés, polis, possédés et échangés, dans une grande partie de l'Asie du Sud-Est. Les chefs mélanésiens appréciaient beaucoup ces objets de prestige, bien plus durables que les objets sculptés en bois, jusqu'à leur attribuer des pouvoirs spéciaux,.
Du fait de la croissance très lente de cette espèce et de sa reproduction difficile, elle est extrêmement sensible à la pêche, et est considérée comme vulnérable par l'UICN.